# Слоттвик, Симон
Симон Каурин Слоттвик (норв. Simon Kaurin Slåttvik; 24 июля 1917, Стрёмснес, Фёуске, Норвегия — 7 мая 2001, Лиллехаммер, Норвегия) — норвежский лыжник и прыгун с трамплина, олимпийский чемпион 1952 года в лыжном двоеборье.

## Биография
Симон Слоттвик родился и вырос на севере Норвегии, в коммуне Вальнесфьорд. В возрасте 15 лет стал принимать участие в местных лыжных соревнованиях, причём показывал неплохие результаты как в лыжных гонках, так и в прыжках с трамплина. Однако, в связи с началом Второй мировой войны международные соревнования перестали проводиться, и спортсмену пришлось приостановить свою карьеру.
В 1947 году в возрасте 29 лет Слоттвик успешно вернулся в спорт, выиграв чемпионат Норвегии в лыжном двоеборье. Год спустя он не смог отобраться в состав норвежской делегации на Олимпийские игры, однако одержал победу на последовавшем за ними Хольменколленском лыжном фестивале, опередив всю норвежскую олимпийскую команду, а также серебряного призёра Игр финна Мартти Хухтала. 
В следующий олимпийский цикл Слоттвик стал одним из сильнейших двоеборцев Норвегии, одержав победы на национальных первенствах в 1949 и 1951 годах, а также на Хольменколленском лыжном фестивале в 1950 и 1951 годах. За третью победу на фестивале спортсмен был удостоен Хольменколенской медали, вручаемой за выдающиеся достижения в лыжных видах спорта. 1 февраля 1950 года Симон стал третьим в двоеборье на чемпионате мира, проходившем в Лейк-Плэсиде.
Наряду с действующим олимпийским чемпионом и чемпионом мира в лыжном двоеборье финном Хейкки Хасу Слоттвик в возрасте 34 лет являлся одним из основных претендентов на «золото» Олимпиады 1952 в Осло, однако совершив ошибку уже при первом своём прыжке, серьёзно усложнил себе перспективы удачного выступления. Следующие две попытки Слоттвик выполнил гораздо лучше Хасу, что позволило ему перед лыжной частью иметь преимущество над финном более 4 минут. Норвежец смог удержать своё преимущество, став олимпийским чемпионом.
На Олимпийских играх 1952 Слоттвик принял также участие в гонке на 18 км, однако закончил её, показав лишь 15-е место.